# Eparmene cubana
Eparmene cubana är en insektsart som beskrevs av Myers 1928. Eparmene cubana ingår i släktet Eparmene och familjen Kinnaridae. Inga underarter finns listade i Catalogue of Life.